# 小砂川チト
小砂川 チト（こさがわ チト、1990年 - ）は、日本の小説家。

## 人物・経歴
1990年、岩手県盛岡市出身。中学校まで盛岡市で過ごし、高校進学に伴い上京。慶應義塾大学文学部卒業、同大学院社会学研究科心理学専攻修了。
2022年、「家庭用安心坑夫」で第65回群像新人文学賞を受賞しデビュー。同作で第167回芥川龍之介賞候補。
2024年、「猿の戴冠式」で第170回芥川龍之介賞候補、単行本化された『猿の戴冠式』で第37回三島由紀夫賞候補、第46回野間文芸新人賞候補。

## 作品リスト

### 単行本
- 『家庭用安心坑夫』（講談社 2022年7月 ISBN 978-4065288573）
  - 「家庭用安心坑夫」 - 『群像』2022年6月号
- 『猿の戴冠式』（講談社 2024年1月 ISBN 978-4065346952）
  - 「猿の戴冠式」 - 『群像』2023年12月号

### 単行本未収録作品

#### エッセイ
- 「遺伝性不眠」 - 『文学界』2022年9月号
- 「日日是好日」 - 『すばる』2023年1月号 - 3月号
- 「本の名刺 猿の戴冠式」 - 『群像』2024年3月号
- 「すべては二重鉤括弧のなかに」 - 『新潮』2024年7月号
- 「羽虫と旅する」 - 『すばる』2024年10月号